# Памятник Петру I (Таллин)
Памятник Петру I  — бронзовый памятник Петру I работы скульптора Леопольда Бернштама, некогда стоявший на площади Вабадузе в Таллине, утраченный в 1922 году, после обретения Эстонией независимости.

## История
Пятиметровый памятник Петру I работы скульптора Леопольда Бернштама, был торжественно открыт на Петровской площади Ревеля 29 сентября 1910 года. На открытии памятника присутствовал великий князь Константин Константинович. Согласно историческим данным, стоимость памятника составила 60000 царских рублей, а стоимость гранитного пьедестала под ним 19000 (из которых 10000 составили пожертвования хозяина Нарвской мануфактуры).

Как писала газета «Пяэвалехт» (эст. Päevaleht) от 26 августа 1908 года:
«Для всеобщего сбора средств на сооружение в Таллине памятника Петру Великому Его Императорское Величество соизволили дать Высочайшее разрешение. Также Высочайше разрешено учреждение для этого комитета, который под руководством губернатора Эстляндии работать будет. Тем самым идея, которая уже долгое время в нашем городе, так сказать, витала в воздухе и уже несколько лет ставилась в городском собрании, обретает конкретный вид и жизнь. Если для претворения в жизнь этой идеи, само собой разумеется, потребуются годы, то мы все-таки уже имеем дело с конкретной вещью, которая благодаря искусному художественному воплощению обогатит наш город и станет признанием той чрезвычайно тесной связи, которая была у Петра Великого с нашим городом.»
Спустя двенадцать лет, решением нового правительства республики памятник было решено перенести в Кадриорг.
1 мая 1922 года памятник был демонтирован, пьедестал под ним разрушен, ноги бронзового Петра переплавлены на эстонские центы, из бронзовых рук отлит памятник эстонским школьникам-участникам Освободительной войны (некогда стоявший у Второй Реальной школы), а оставшийся бюст перенесён в Кадриорг, где простоял у домика Петра (рядом с нынешней резиденцией президента) вплоть до начала Второй мировой войны.
Дальнейшая судьба оставшейся части бюста Петра I неизвестна.
Ряд историков полагает, что оставшаяся часть памятника была подобрана немецкими сборщиками металла и также отправлена на переплавку.
Летом 2008 года, во время проведения инженерных работ по реконструкции площади Свободы (Вабадузе), были найдены остатки фундамента памятника Петру I. Краевед и владелец крупнейшего частного русского архива Эстонии Александр Дормидонтов приобрёл остатки каменной кладки, чтобы построить на своем хуторе из этого камня хранилище для архива русской истории Эстонии.